# Igor' Kogan
Igor Vladimirovič Kogan (in russo Игорь Владимирович Коган?; Chardzhou, 14 dicembre 1969) è un banchiere russo.
Dal 2018 - Vice Presidente del Consiglio FIDE. Ex amministratore delegato di Nordea Bank. Per il 2022 è cittadino della Federazione Russa, della Repubblica di Cipro e dello Stato di Israele.

## Formazione scolastica
Nel 1991 si è laureato in Matematica e Informatica presso l'Università Pedagogica Statale di Lenin.
Nel 1994, dopo essersi diplomato alla scuola di specializzazione, ha discusso la sua tesi di dottorato sul tema “Modelli matematici per i processi di gestione nelle aziende commerciali in transizione (dall'economia sovietica a quella di libero mercato) - un caso di studio delle banche commerciali” presso l'Istituto di Economia e Matematica dell’Accademia russa delle Scienze a Mosca.
Nel 2000 ha perfezionato i suoi titoli accademici conseguendo un Master in Business Administration con una laurea in “L'attività economica internazionale delle banche commerciali: regolamentazione e controllo della valuta” presso il Centro Finanziario e bancario di Moscow International Higher Business School (MIRBIS).

## Carriera

### Inizio carriera
Da studente, ha unito i suoi studi al lavoro come programmatore in cooperative emerse di recente, e dopo la laurea presso l'istituto ha creato la propria azienda che commerciava computer e software.
Negli anni '90 ha lavorato come responsabile delle operazioni nella First City Bank (PGB).
Nel 1994 ha ricevuto la carica di capo del dipartimento investimenti di Infobank e, successivamente nel 1996 è diventato vicepresidente del consiglio. Ha lasciato l'azienda nel 1998.

### Settore bancario

#### Banca Nordea
Nell'autunno del 1999, Igor' Kogan ha trovato investitori che hanno finanziato l'acquisizione e la capitalizzazione a un livello accettabile di Orgresbank, dopo il fallimento su GKO. Kogan è diventato vicepresidente del consiglio di amministrazione dell’istituto di credito e due mesi dopo direttore generale. Gestendo la banca, Kogan ha assicurato che entro il 2007 Orgresbank detenesse una posizione di forza nel mercato russo. Nello stesso anno ha organizzato la vendita della quota di controllo della banca (75,1%) al gruppo scandinavo Nordea. Le azioni sono state acquistate con un rapporto di prezzo di 3,9 rispetto al capitale investito, sebbene le banche all'epoca negoziassero a un prezzo medio di 3-3,2 capitale. Kogan non solo è rimasto il presidente del consiglio della banca, ma è riuscito anche a mantenere completamente la squadra russa di top manager.
Nel dicembre 2008, al culmine della crisi, Nordea è diventata proprietaria di una partecipazione del 100% in Orgresbank, acquisendo il resto dei titoli. Igor Kogan è riuscito a concludere un accordo con gli investitori in termini pre-crisi. Questo fatto è degno di nota: durante quel periodo, le transazioni venivano spesso annullate o le loro condizioni venivano riviste.
Nel 2009, Orgresbank ha cambiato nome in Nordea Bank. Igor Kogan è passato dalla carica di Presidente del Consiglio a quella di Vice Presidente del Consiglio di Amministrazione della filiale russa del Gruppo Nordea. Nel 2014 Kogan ha assicurato a Nordea Bank una posizione nella classifica delle 20 banche più grandi ed importanti della Russia. Come risultato di una politica di credito e investimento competente perseguita da Igor Kogan durante la crisi, nel 2015 Nordea Bank è diventata la banca più stabile ed affidabile in Russia, secondo Forbes. Nello stesso anno, la società madre ha iniziato a ridurre progressivamente l'attività nel mercato russo, in particolare la direzione retail. Allo stesso tempo, nel 2020, Nordea Bank è rimasta tra le prime 10 banche più affidabili in Russia secondo Forbes. Igor' Kogan ha lasciato la Nordea Bank nel 2019. Nel 2020, gli azionisti della banca hanno preso la decisione finale di lasciare il mercato russo. La Banca centrale russa ha ritirato la licenza bancaria di Nordea Bank JSC Russia il 16 aprile 2021.

#### Ufficio di Credito
Igor' Kogan ha avviato lo sviluppo di un quadro legislativo per la creazione dell'istituto degli uffici di storia creditizia (CHB) e la regolamentazione delle loro attività in Russia. Come esperto, ha preparato il disegno di legge insieme al gruppo di lavoro del Ministero dello Sviluppo Economico e del Commercio ed è stato un consulente nella sua finalizzazione prima della presentazione alla Duma di Stato. Di conseguenza, la legge federale n. 218-FZ "Sulle storie di credito" del 30 dicembre 2004 è stata adottata con i suoi commenti, integrazioni e adeguamenti. Gli uffici di storia creditizia forniscono informazioni sulla storia creditizia del mutuatario e sono parte integrante del moderno mercato finanziario nazionale: quando prendono decisioni sull'emissione / ristrutturazione di prestiti, le banche prestano grande attenzione alle storie di credito dei clienti.

#### Altre posizioni
Nel 2009, Igor' Kogan è entrato a far parte del consiglio dell'Associazione delle banche russe (ARB). Per il 2022 non è un membro.
Dal 2009 al 2015 è stato membro del Consiglio di sorveglianza dell'Agenzia per il prestito ipotecario delle abitazioni (dal 2018, Dom.rf).
Nel 2014-2015 è stato Presidente del Consiglio di Sorveglianza del partnership senza scopo di lucro “Sistema di Regolamento Interbancario”.

### Pubblicazioni su riviste
Tra il 2010 e il 2014 ha pubblicato più di 25 articoli nella rubrica Finanziere del quotidiano economico Vedomosti. Gli articoli sono stati dedicati a un'ampia gamma di argomenti relativi ai settori bancario e degli investimenti, che vanno dalla gestione del rischio e la cultura aziendale delle organizzazioni alla regolamentazione dei mercati finanziari, nonché il ruolo e l'importanza dei social network nel settore bancario.

### Altro
È stato membro del consiglio di amministrazione di Aeroflot dal 2012 al 2015 e ha guidato anche il comitato di audit. Grazie, tra l'altro, alle iniziative del Comitato di revisione presieduto da Igor Kogan, la capitalizzazione della società in questo periodo è aumentata da quasi 50 miliardi di rubli nel 2012 a 62.305 nel 2015. Inoltre, il comitato guidato da Igor Kogan ha coordinato i lavori di riforma del sistema dei controlli interni, che hanno portato al miglioramento del sistema di gestione dell’azienda.
Nel 2015 ha lasciato la riserva del personale del presidente Dmitrij Medvedev, in cui è stato dal 2010.

## Attività sociale
A metà degli anni 2000 è stato vicepresidente del consiglio di sorveglianza della Federazione scacchistica russa. Le sue responsabilità includevano la gestione finanziaria.
Dal 2018 al settembre 2022 è stato vicepresidente del Consiglio di amministrazione della FIDE.

## Famiglia
Padre - Vladimir Kogan (1943), insegnante. Madre - Stella Berezhkovskaya (1944), insegnante. Sorella - Alla Kogan (1975). Sposato, quattro figli.

## Premi
- Distintivo d'Onore "Per i servizi alla comunità bancaria" (2006).[27]